# 곽양춘
곽양춘(郭洋春, 1959년 7월 21일~)은 대한민국의 경제학자이다. 재일 한국인 2세이며, 릿쿄 대학의 21대 총장을 역임했다.